# Incidente de Gleiwitz
O Incidente de Gleiwitz (em alemão:  Überfall auf den Sender Gleiwitz; em polonês/polaco:  Prowokacja gliwicka) foi uma operação de bandeira falsa conduzida em 31 de agosto de 1939 por forças nazistas que se passaram por soldados poloneses e atacaram a estação de rádio alemã Sender Gleiwitz em Gleiwitz, na Alta Silésia, Alemanha, às vésperas da Segunda Guerra Mundial na Europa. O objetivo era usar um ataque encenado como pretexto para invadir a Polônia. A provocação foi a atividade mais conhecida da Operação Himmler, uma série de exercícios não convencionais empreendidos pela SS, que visava atender a objetivos específicos da Alemanha Nazista no início da guerra. Teve o propósito de simular uma agressão polonesa à Alemanha para justificar a posterior invasão da Polônia.

## Eventos em Gleiwitz

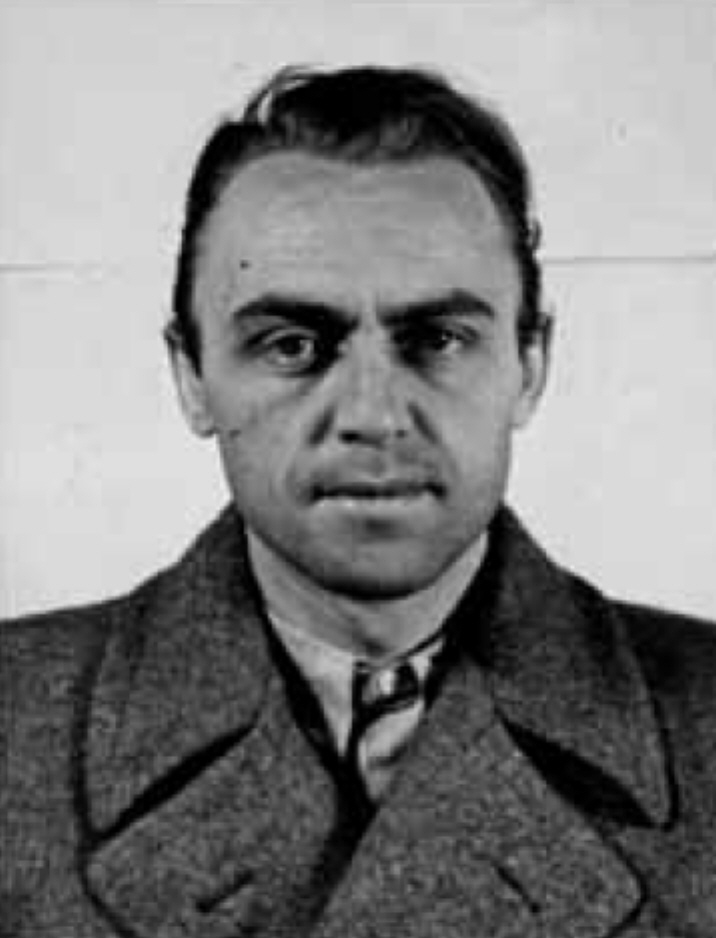
Alfred Naujocks, organizador e líder da operação de Gleiwitz por ordens da Gestapo

Muito do que se sabe a respeito do incidente de Gleiwitz provém da ata notarial do major da SS, Alfred Naujocks, nos Julgamentos de Nuremberg. Em seu testemunho, ele afirmou que havia organizado o incidente sob ordens de Reinhard Heydrich e Heinrich Müller, chefe da Gestapo.
Na noite de 31 de agosto de 1939, um pequeno grupo de agentes alemães vestidos com uniformes poloneses e liderados por Naujocks tomou a rádio Sender Gleiwitz e divulgou uma curta mensagem antigermânica em polonês (as fontes variam em relação ao conteúdo da mensagem). O objetivo deles era fazer com que o ataque e a publicação fosse obra de sabotadores poloneses antigermânicos.

Heydrich (à esquerda) com Karl Hermann Frank no Castelo de Praga, em 1941

Para tornar o ataque mais convincente, os alemães usaram humanos como suporte para se passarem por agressores poloneses. Eles assassinaram Franciszek Honiok, um agricultor alemão silesiano católico e solteiro de 43 anos, conhecido por ser simpatizante dos poloneses e que havia sido preso pela Gestapo. Vestiram ele para se parecer com um sabotador, o mataram com injeção letal e seu cadáver foi deixado no local com ferimentos de bala para dar a impressão de que ele havia tomado parte no ataque à estação. Posteriormente, seu corpo foi apresentado como prova do ataque para a polícia e imprensa.
Além de Honiok, outros prisioneiros do campo de concentração de Dachau foram drogados, mortos a tiros no local e tiveram seus rostos esmagados para impossibilitar identificação. Os alemães os chamavam pela expressão "Konserve" que, em português, significa "alimentos enlatados" (em inglês:  "canned goods"). Por esta razão, algumas fontes incorretamente referem-se ao incidente como sendo a "Operação Alimentos Enlatados" (ou "Operation Canned Goods", em inglês). Em depoimento oral em um dos julgamentos, Erwin von Lahousen afirmou que a sua unidade da Abwehr era uma das que tinham a tarefa de fornecer uniformes, equipamento e carteiras de identidade, e que Wilhelm Canaris havia lhe dito posteriormente que as pessoas dos campos de concentração haviam sido fantasiadas nesses uniformes e ordenou atacar as estações de rádio.

## Contexto

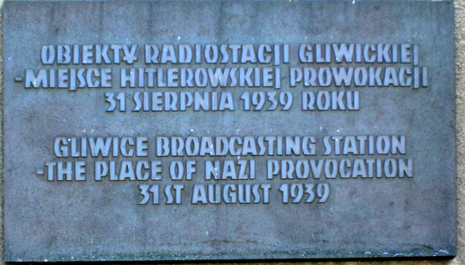
Placa presente no local em comemoração ao incidente

O incidente de Gleiwitz foi resultado de uma grande operação executada pelas forças da Abwehr e SS. Simultaneamente ao ataque de Gleiwitz, ocorreram outros incidentes orquestrados pela Alemanha junto à fronteira polonesa-alemã, tais como o incêndio de uma casa no Corredor Polonês e a produção de propaganda falsa. O projeto inteiro, que foi apelidado de Operação Himmler e que compreendia uma série de incidentes, pretendia dar a aparência de uma agressão polonesa contra a Alemanha.
Meses antes da invasão de 1939, políticos e jornais de notícias alemães, incluindo o próprio Adolf Hitler, acusavam as autoridades polonesas de organizar ou tolerar a limpeza étnica violenta dos alemães étnicos que viviam na Polônia.
No dia seguinte ao ataque de Gleiwitz, em 1 de setembro de 1939, a Alemanha começou a operação Fall Weiss — a invasão da Polônia —, dando início à Segunda Guerra Mundial na Europa. Em um discurso no Reichstag no mesmo dia, Hitler citou os incidentes ocorridos na fronteira, considerando três deles muito sérios, como justificativa para invadir a Polônia. Alguns dias antes, em 22 de agosto, ele havia dito aos seus generais "Irei produzir um casus belli propagandístico. A sua credibilidade não importa. Não será perguntado ao vitorioso se ele falou a verdade."

## Reações internacionais
Correspondentes americanos foram convocados para o local no dia seguinte, mas todas as partes neutras foram proibidas de investigar o incidente em detalhes, e a comunidade internacional se mostrou cética com relação a versão alemã sobre o evento.

## Abordagem na mídia
Houve várias adaptações do incidente no cinema.
- O Caso Gleiwitz (1961), sob a direção de Gerhard Klein (1961), do estúdio cinematográfico DEFA, é um filme da Alemanha Oriental que reconstrói os eventos.[11]
- Operacja Himmler (1979) é um filme polonês que cobre os eventos.[12]
- O filme Hitler's S.S.: Portrait in Evil (1985), sob a direção de Jim Goddard (1985),[13] e O Tambor mostram brevemente o incidente.[14]

Também foi mencionado em um jogo de vídeo game, "Codename Panzers", que gerou polêmica na Polônia. Ele foi discutido brevemente na mídia polonesa, como se tratasse de uma falsificação histórica antipolonesa, antes de a questão ter sido esclarecida como um caso de má-informação.

## Leitura complementar
- John Toland, Adolf Hitler : The Definitive Biography, ISBN 0-385-42053-6.
- Dennis Whitehead, "The Gleiwitz Incident", After the Battle Magazine Number 142 (March 2009)
- Stanley S. Seidner, Marshal Edward Smigly-Rydz Rydz and the Defense of Poland, New York, 1978.
- Spieß / Lichtenstein Unternehmen Tannenberg. Der Anlass zum Zweiten Weltkrieg, Wiesbaden und München 1979.
- Polak-Springer, Peter (abril de 2013). «'Jammin' with Karlik': The German-Polish 'Radio War' and the Gleiwitz 'Provocation', 1925–1939». SagePub. European History Quarterly. 43 (2): 279–300. doi:10.1177/0265691413478095